# Tiempo después
Tiempo después és una pel·lícula espanyola de 2018 basada en la novel·la homònima de José Luis Cuerda, qui dirigeix aquesta adaptació. És una pel·lícula coral en el repartiment de la qual conta, entre d'altres, amb la presència de Blanca Suárez, Roberto Álamo, Antonio de la Torre, Carlos Areces, Nerea Camacho, Miguel Herrán, Secun de la Rosa, Manolo Solo, Gabino Diego, Joaquín Reyes, Raúl Cimas, Miguel Rellán, Martín Caparrós, Berto Romero, María Ballesteros, Pepe Ocio, Daniel Pérez Prada, César Sarachu, Luis Perezagua i Arturo Valls, qui a més exerceix de productor de la pel·lícula al costat de Félix Tusell. Aquesta pel·lícula és la "seqüela espiritual" d' Amanece, que no es poco.

## Argument
Any 9177, en un futur postapocalíptic. El món sencer s'ha vist reduït a un edifici i uns afores. En l'edifici viu l'"establishment", les forces vives, i als afores milers i milers d'aturats.

## Repartiment
- Blanca Suárez - Méndez
- Roberto Álamo - José María
- Antonio de la Torre - Padre Miñarro
- Carlos Areces - Eufemiano
- Nerea Camacho - Margarita
- Miguel Herrán - Ray
- Secun de la Rosa - Pastrana
- Manolo Solo - Alcalde
- Gabino Diego - Rey
- Joaquín Reyes - Arriondas
- Raúl Cimas - Pozueco
- Miguel Rellán - Don Alfonso
- Martín Caparrós - Zalduendo
- Berto Romero - Agustín
- María Ballesteros - Sor Sacramento
- Pepe Ocio - Fray Vicente
- Daniel Pérez Prada - Morris
- César Sarachu - Galbarriato
- Luis Perezagua - Victoriano
- Arturo Valls - Justo
- Javier Bódalo - Ángel Luis
- Iñaki Ardanaz - Florián
- Saturnino García - Pastor
- Joan Pera - Don Faustino
- Estefanía de los Santos - Esposa de l'alcalde
- Fernando González - Pacheco
- Marcos Zan - Li
- María Caballero - Isabel
- Nacho López - Cliente barbería
- Andreu Buenafuente - Hortensio Zumalacaguerri
- Eva Hache - Sara Gutemberg

## Estrena
La pel·lícula es va estrenar en cinemes en Espanya el 28 de desembre de 2018. Fou nominada al Premi Feroz a la millor comèdia.

## Cançons
- Joaquín Sabina - Tiempo después